# Riga-Marathon
Der Riga-Marathon (offizielle Bezeichnung Rimi Riga Marathon) ist ein Marathon, der seit 1991 in der lettischen Hauptstadt Riga stattfindet. Zum Programm gehören auch ein Halbmarathon sowie Läufe über 5 und 10 Kilometer.

## Strecke
Der Kurs besteht aus zwei Runden. Der Start befindet sich am Rigaer Schloss. Nachdem man einen Kilometer dem rechten Ufer der Düna gefolgt ist, biegt man in die Neustadt ab und kehrt am Nationaltheater vorbei zum Ausgangspunkt zurück und quert für eine kurze Wendepunktstrecke die Düna. Durch die Altstadt gelangt man dann zu einer Wendepunktstrecke, die auf dem rechten Ufer der Düna flussaufwärts führt. Die zweite Runde beginnt mit zwei Schleifen durch die Stadtteile Petersala und Skanste, bevor man erneut auf der Seilbrücke die Düna quert, wo sich diesmal die Insel Ķīpsala angesteuert wird. Das letzte Teilstück führt erneut durch die Altstadt zum Ziel an der Düna.
Der Halbmarathon ist ungefähr mit der ersten Runde des Marathons identisch.

## Statistik

### Streckenrekorde
- Männer: 2:08:51 h, Andualem Belay Shiferaw (ETH), 2019
- Frauen: 2:26:18 h, Birke Debele Beyene (ETH), 2019

### Siegerliste
Quellen: Website des Veranstalters, ARRS
| Datum         | Männer                       | Nation      | Zeit    | Frauen                   | Nation      | Zeit    |
| ------------- | ---------------------------- | ----------- | ------- | ------------------------ | ----------- | ------- |
| 18. Mai 2025  | Melikhaya Thomas Frans       | Südafrika   | 2:13:20 | Ayantu Kumela Tadesse    | Äthiopien   | 2:28:24 |
| 19. Mai 2024  | Daviti Kharzishvili          | Georgien    | 2:21:46 | Jaana Strandvall         | Finnland    | 2:55:08 |
| 7. Mai 2023   | Aleksandrs Rascevskis        | Lettland    | 2:25:43 | Amanda Krūmiņa           | Lettland    | 2:50:00 |
| 15. Mai 2022  | Deribe Robi                  | Äthiopien   | 2:12:07 | Aberu Mekuria            | Äthiopien   | 2:30:53 |
| 21. Aug. 2021 | Kristaps Bērziņš             | Lettland    | 2:38:36 | Amanda Krūmiņa           | Lettland    | 3:07:17 |
| 19. Mai 2019  | Andualem Belay Shiferaw      | Äthiopien   | 2:08:51 | Birke Debele Beyene      | Äthiopien   | 2:26:18 |
| 20. Mai 2018  | Tsedat Abeje Ayana           | Äthiopien   | 2:11:00 | Georgina Jepkirui Rono   | Kenia       | 2:28:22 |
| 14. Mai 2017  | Joseph Kyengo Munywoki       | Kenia       | 2:12:14 | Bekelech Daba            | Äthiopien   | 2:31:22 |
| 15. Mai 2016  | Dominic Kangor               | Kenia       | 2:11:45 | Shitaye Gemechu          | Äthiopien   | 2:38:40 |
| 17. Mai 2015  | Haile Tolossa                | Äthiopien   | 2:12:28 | Meseret Eshetu           | Äthiopien   | 2:37:03 |
| 18. Mai 2014  | Yu Chiba                     | Japan       | 2:13:43 | Tigist Teshome Ayanu     | Äthiopien   | 2:36:50 |
| 19. Mai 2013  | Duncan Cheruiyot Koech       | Kenia       | 2:15:34 | Nesga Aberash Bedasa     | Äthiopien   | 2:40:30 |
| 20. Mai 2012  | Titus Kipkorir Kurgat        | Kenia       | 2:16:52 | Iraida Alexandrowa       | Russland    | 2:37:37 |
| 22. Mai 2011  | Julius Kuto                  | Kenia       | 2:15:48 | Desta Girma              | Äthiopien   | 2:37:14 |
| 23. Mai 2010  | Benazzouz Slimani            | Marokko     | 2:17:33 | Maryna Damanzewitsch     | Belarus     | 2:38:16 |
| 17. Mai 2009  | Aleh Hur                     | Belarus     | 2:18:35 | Kazjaryna Dsjamidawa     | Belarus     | 2:47:29 |
| 18. Mai 2008  | Sammy Kibet Rotich           | Kenia       | 2:16:42 | Kaja Vals                | Estland     | 3:13:54 |
| 20. Mai 2007  | Johnstone Kipkorir Changwony | Kenia       | 2:18:30 | Ljudmila Rodina          | Russland    | 2:50:07 |
| 3. Juni 2006  | Juri Winogradow              | Russland    | 2:41:52 | Laura Zariņa             | Lettland    | 3:04:31 |
| 21. Mai 2005  | Vjačeslavs Bambāns           | Lettland    | 2:45:58 | Kaja Mulla -2-           | Estland     | 3:11:09 |
| 15. Mai 2004  | Dmitrijs Sļesarenoks         | Lettland    | 2:27:08 | Modesta Drungilienė      | Litauen     | 2:58:29 |
| 17. Mai 2003  | Arūnas Balčiūnas -3-         | Litauen     | 2:28:07 | Aušra Kavaliauskienė -2- | Litauen     | 3:05:26 |
| 25. Mai 2002  | Arūnas Balčiūnas -2-         | Litauen     | 2:31:25 | Anita Liepiņa            | Lettland    | 3:12:16 |
| 26. Mai 2001  | Ziedonis Zaļkalns -4-        | Lettland    | 2:27:25 | Laila Ceika -4-          | Lettland    | 3:11:45 |
| 27. Mai 2000  | Ziedonis Zaļkalns -3-        | Lettland    | 2:30:59 | Aušra Kavaliauskienė     | Litauen     | 3:12:11 |
| 22. Mai 1999  | Arūnas Balčiūnas             | Litauen     | 2:37:10 | Laila Ceika -3-          | Lettland    | 3:37:21 |
| 23. Mai 1998  | Ziedonis Zaļkalns -2-        | Lettland    | 2:33:41 | Laila Ceika -2-          | Lettland    | 3:27:49 |
| 31. Mai 1997  | Normunds Fedotovskis         | Lettland    | 2:33:05 | Kaja Mulla               | Estland     | 3:12:26 |
| 1. Juni 1996  | Aleksandrs Prokopčuks -2-    | Lettland    | 2:31:46 | Inita Drēziņa            | Lettland    | 3:30:42 |
| 29. Juli 1995 | Ziedonis Zaļkalns            | Lettland    | 2:32:44 | Galina Bernat            | Estland     | 3:02:11 |
| 30. Juli 1994 | Normunds Ivzāns              | Lettland    | 2:43:09 | Laila Ceika              | Lettland    | 3:19:56 |
| 31. Juli 1993 | Aleksandrs Prokopčuks        | Lettland    | 2:26:41 | Svetlana Tcaci           | Moldau      | 2:55:07 |
| 18. Juli 1992 | Gusman Abdulin               | Kasachstan  | 2:21:29 | Wolha Judsenkowa         | Belarus     | 2:47:28 |
| 27. Juli 1991 | Wladimir Kalenkowitsch       | Sowjetunion | 2:28:27 | Alla Dudajewa            | Sowjetunion | 2:43:53 |